# Josep Acebillo
Josep Antoni Acebillo i Marín (Huesca, 1946) es un arquitecto español. Su trabajo como técnico del Ayuntamiento de Barcelona en diferentes puestos, que le han llevado a tener una gran influencia en el planeamiento de los grandes proyectos arquitectónicos y urbanísticos de la Barcelona actual, como los Juegos Olímpicos o el Fórum.

## Biografía
Obtuvo el título de arquitecto por la Universidad Politécnica de Cataluña en 1974.
Desde 1975 a 1981 comienza su experiencia en arquitectura trabajando de manera independiente y colaborando con Oriol Bohigas, MBM Arquitectes (Martorell, Bohigas y Mackay). Durante este periodo de tiempo gana dos concursos de urbanismo y otros dos de arquitectura. Desde 1981 al 1987 es Director de Proyectos Urbanos del Ayuntamiento de Barcelona, puesto que lo envuelve en la proyectación y dirección de infraestructuras, monumentos y proyectos urbanos promovidos por la ciudad. Desde 1988 hasta 1994 Acebillo es Director Técnico del Instituto Municipal de Promoción Urbanística, S.A. y del Holding Olímpico (empresa encargada de las actuaciones urbanísticas de los Juegos Olímpicos de Barcelona 1992).
En 1992 se le concede la Medalla de Honor Barcelona92 por su contribución a la transformación urbana. La Harvard Graduate School of Design, le concede en el 1990 el Premio Príncipe de Gales de Diseño Urbano en relación con la calidad de los espacios urbanos proyectados y realizados bajo su dirección. Desde 1994 a 2011 fue consejero delegado y director de Barcelona Regional, Agencia Metropolitana de Desarrollo Urbanístico y de Infraestructuras, S.A., empresa encargada de iniciar y desarrollar estrategias de infraestructuras y sistemas generales en Barcelona y su área metropolitana. En 1997/1998 recibe el Premio Especial de los Premios de urbanismo y planificación regional europeos otorgado por la Comisión Europea, por el proyecto Infraestructuras y sistemas generales metropolitanos. Propuestas para una reflexión por la planificación urbanística y arquitectónica de los espacios para la organización del Triángulo NE de Barcelona 2004 (22@, Fórum). Más tarde, en el 1998 Acebillo es nombrado Comisionado de la Alcaldía de Infraestructuras y Urbanismo del Ayuntamiento de Barcelona.
En 1999 es elegido arquitecto jefe del Ayuntamiento de Barcelona. Durante el mismo año es nombrado miembro honorario del Royal Institute of British Architects (RIBA), órgano que en el mismo año premia a la ciudad Barcelona y a las personas que contribuyeron a su transformación desde el primer gobierno democrático (Narcís Serra, Pasqual Maragall, Joan Clos, Josep Acebillo y Oriol Bohigas) con la Medalla de Oro. Bajo la dirección de Acebillo, Barcelona ha recibido reconocimientos mundiales por el posicionamiento de la ciudad en el campo arquitectónico internacional. En el caso de Londres, en el 2003, fue nombrado miembro del International Design Commitee (London Development Agency) para el asesoramiento del crecimiento de la ciudad. En 2004 es nombrado Director de Arquitectura e Infraestructuras del Fórum Universal de las Culturas 2004, en Barcelona.
En 2007 abrió un estudio profesional de arquitectura Architectural Systems Office Archivado el 31 de octubre de 2020 en Wayback Machine.  en Suiza.
En 2009 fundó BcnSuS (Barcelona Strategic Urban Systems), agrupación de la que fue director y que estaba constituida por empresas técnicas del sector público y privado de Barcelona, para participar en el desarrollo de proyectos internacionales.

### Enseñanza
Josep Acebillo ha dado clase en el ILAUD (Laboratorio Internacional de Arquitectura y Diseño Urbano) de Urbino, y ha sido profesor invitado en diversas Escuelas de Arquitectura, entre ellas la School of Architecture de la Universidad de Yale, la Harvard Graduate School of Design de la Universidad de Harvard y la Escuela de Arquitectura de la NUS (National University of Singapore). Desde el 2001, Acebillo enseña Cultura del Territorio en la Academia de Arquitectura de Mendrisio (Università della Svizzera Italiana), de la cual ha sido decano durante dos mandatos consecutivos, desde el 2003 hasta el 2007. En el 2004 fundó el instituto para el proyecto urbano contemporáneo Institute for the Contemporary Urban Project (i.CUP) en Mendrisio. En Barcelona, es miembro del Consejo y profesor en el Barcelona Institute of Architecture (BIArch) dónde imparte cursos de Urban Studies.
Además, fue profesor de la Escuela Técnica Superior de Arquitectura de Barcelona entre 1975 y 2001 y colabora en numerosos cursos, laboratorios y proyectos de investigación.

## Premios
Acebillo ha recibido varios premios, algunos por sus propios proyectos, como es el caso del concurso para la ordenación de Bar (Montenegro) o el concurso para la ampliación de la Universidad Pompeu Fabra en 1996. Otros premios los ha recibido la ciudad de Barcelona por proyectos desarrollados por Acebillo, como es el caso de la medalla de oro del RIBA, el premio especial de la 8ª Muestra Internacional de Arquitectura de la Bienal de Venecia o el Premio Europeo de Espacio Público (European Prize for Urban Public Space) en 2002.